# All Creatures Great and Small (1978)

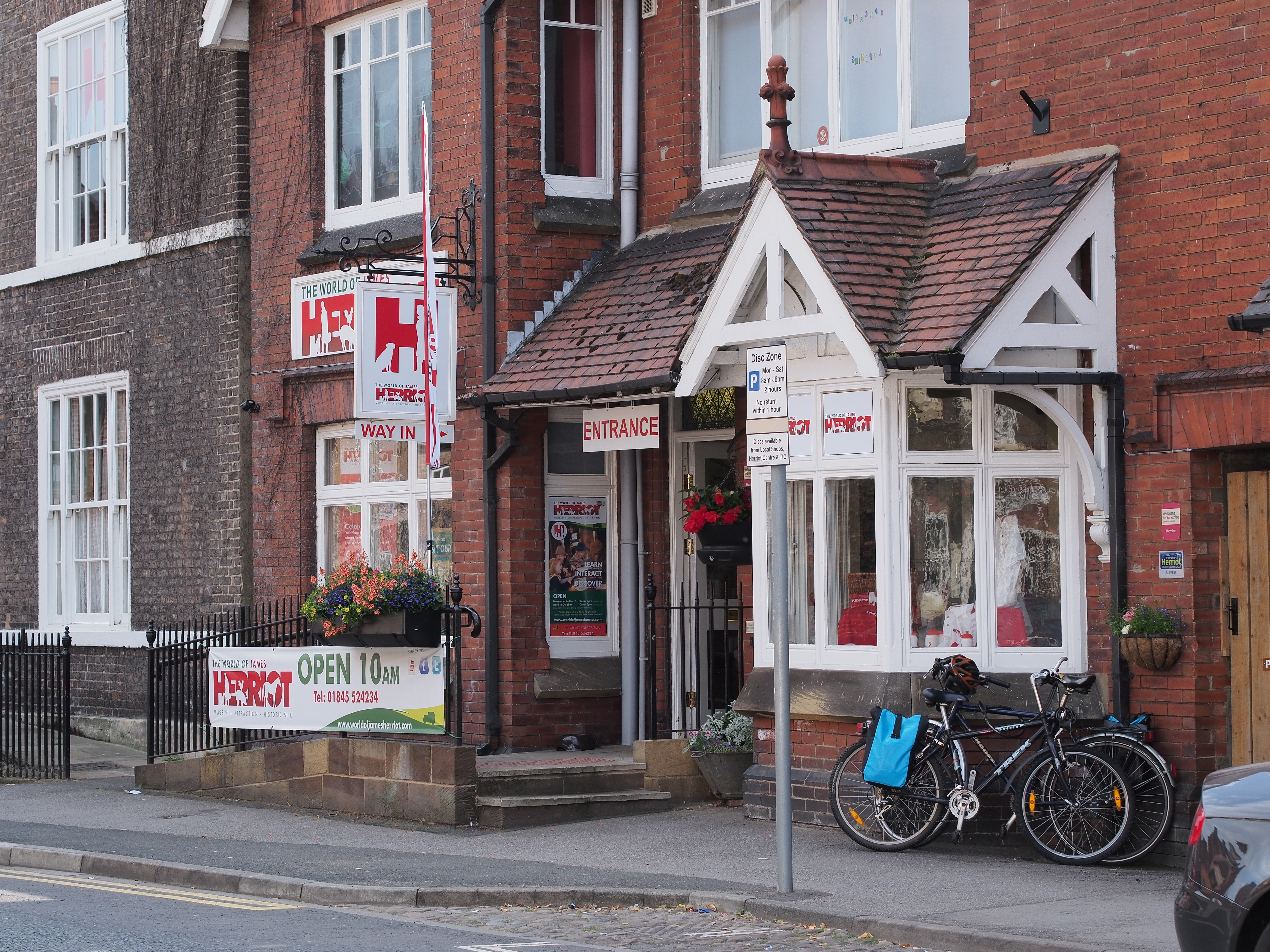
"The World of James Herriot" in Thirsk (2013)

All Creatures Great and Small is een Engelse televisieserie, geproduceerd door Bill Sellars en tussen 1978 en 1990 uitgezonden door BBC One. De serie is gebaseerd op de boeken van de Britse dierenarts Alf Wight, die schreef onder het pseudoniem James Herriot. De serie werd in Nederland (alleen de eerste drie seizoenen en de herhalingen) tussen 1979 en 1981 door de NCRV uitgezonden op Nederland 1 onder de titel James Herriot. De serie was in Nederland enorm populair met hoge kijkcijfers van gemiddeld 2 tot 2,25 miljoen kijkers per aflevering.
In Vlaanderen werd de complete serie (7 seizoenen) uitgezonden door de BRT en in Duitsland vanaf januari 1978 door de ARD (Duitsland 1).
In de hoofdrollen Christopher Timothy als dierenarts James Herriot, Robert Hardy als dierenarts Siegfried Farnon, Peter Davison als Tristan Farnon, de jongere broer van Siegfried, Carol Drinkwater als Helen, de vrouw van James Heriot (seizoen 1-3) en Mary Hignett als huishoudster Mrs. Hall (seizoen 1-3). 
Van 1988 -1990 en de kerstspecial 1990 speelde actrice Lynda Bellingham de rol van Helen en John McGlynn als dierenarts Calum Buchanan en Andrea Gibb als Deirdre, de vriendin van Calum Buchanan.

## Verhaal
Het is 1937, de jonge Schotse dierenarts James Herriot komt aan bij de veeartsenpraktijk van Siegfried Farnon in de Yorkshire Dales. De wereldwijde crisis loopt op haar einde maar het is nog altijd moeilijk om aan werk te komen. Herriot is blij dat hij bij Farnon mag komen werken. De kennismaking met zijn nieuwe werkkring is overweldigend. Siegfried woont samen met zijn broer Tristan, de huishoudster mrs. Hall en een complete roedel honden in het huis waar de praktijk is gevestigd. Beide broers hebben hun eigenaardigheden. Siegfried is een flamboyant man en een uitstekend veearts (met een voorliefde voor paarden) maar ook voorzien van een kort lontje en de neiging zijn omgeving te overdonderen met zijn schallende stem. Zijn broer Tristan die nog in opleiding is voor veearts is een stuk jonger dan zijn broer en probeert voortdurend onder het toezicht van Siegfried uit te komen. Hij houdt van een biertje en de vrouwen, met name die twee zaken waarvan Siegfried vindt dat ze Tristan alleen maar ontregelen en van zijn studie afhouden. Verder is Tristan bijzonder lui en probeert voortdurend onder zijn verantwoordelijkheden uit te komen. Mrs. Hall is wat knorrig, maar heeft een hart van goud en kan uitstekend koken. Al snel is James ingeburgerd en wordt hij zeer gewaardeerd als veearts. Ook is hij al snel niet langer de werknemer van Siegfried maar diens partner. Hij raakt daarnaast verliefd op de mooie Helen, de dochter van een van de boeren uit de omgeving. Als James en Helen trouwen, betrekken ze de bovenwoning in de praktijk. Helen maakt zich al snel onmisbaar, vooral omdat ze orde brengt in de onmogelijke financiële situatie van de praktijk. Siegfried heeft namelijk de gewoonte het verdiende geld in een mok op de schoorsteen te doen en daar vanaf te nemen wat nodig is.

## Opzet
Oorspronkelijk was er voorzien in drie series die de periode van 1937 tot en met september 1939 zou omvatten. De derde serie eindigt als Siegfried en James in het leger gaan, nadat Engeland de oorlog heeft verklaard aan nazi-Duitsland na de Duitse inval in Polen. De eerste drie seizoenen werden uitgezonden tussen 1978 en 1980. In 1983 en 1985 kwamen er nog twee televisiekerstspecials. In 1988 kwam er een nieuwe serie. Die vernieuwde serie werd geleidelijk een soap rond de ontwikkeling van de centrale karakters. Zo werd een aantal nieuwe figuren opgevoerd zoals de dierenarts Calum Buchanan gespeeld door John McGlynn. McGlynn moest Peter Davison (Tristan Farnon) vervangen die de hoofdrol speelde in de serie Dr. Who. Door deze verplichtingen kon Davison niet altijd meedoen. In de serie is Tristan gestationeerd bij het Ministerie van Landbouw. Een andere verandering was dat actrice Lynda Bellingham de rol van Herriots vrouw Helen had overgenomen van actrice Carol Drinkwater. Drinkwater had geen zin om nog langer aan de serie mee te werken. In de laatste twee seizoenen keerde de serie weer terug naar het uitgangspunt en moesten Calum Buchanan en zijn vriendin het veld ruimen. 
De serie werd op locatie gefilmd rond Yorkshire, met enkele scènes die opgenomen werden op Bolton Castle en in het dorp Askrigg. Binnenopnamen zijn gefilmd in de BBC The Pebble Mill-studio's in Birmingham. Er werden 90 afleveringen geproduceerd.

## Rolverdeling
| Personage        | Acteur/actrice      | Seizoen                                           |
| ---------------- | ------------------- | ------------------------------------------------- |
| James Herriot    | Christopher Timothy | seizoen 1-7 & kerstspecials 1983, 1985 en 1990    |
| Siegfried Farnon | Robert Hardy        | seizoen 1-7 & kerstspecials 1983, 1985 en 1990    |
| Tristan Farnon   | Peter Davison       | seizoen 1-5, 7 & kerstspecials 1983, 1985 en 1990 |
| Helen Herriot    | Carol Drinkwater    | seizoen 1-3 & kerst specials 1983 en 1985         |
| Helen Herriot    | Lynda Bellingham    | seizoen 4-7 & kerstspecial 1990                   |
| Calum Buchanan   | John McGlynn        | seizoen 4-6                                       |
| Mrs Edna Hall    | Mary Hignett        | seizoen 1-3                                       |
| Mrs Greenlaw     | Judy Wilson         | seizoen 4-5                                       |
| Mrs Alton        | Jean Heywood        | seizoen 7 & kerstspecial 1990                     |
| Mrs Pumphrey     | Margaretta Scott    | seizoen 1-7 & kerstspecial 1983, 1985 & 1990      |
| Hodgekin         | Teddy Turner        | seizoen 1-7 & kerstspecial 1983, 1985 en 1990     |
| Jimmy Herriot    | Oliver Wilson       | kerstspecial 1985 & seizoen 5-7                   |
| Jimmy Herriot    | Paul Lyon           | seizoen 7                                         |
| Rosie Herriot    | Rebecca Smith       | kerstspecial 1985 & seizoen 5-7                   |
| Rosie Herriot    | Alison Lewis        | seizoen 7                                         |

## Seizoenen
| Seizoen | Uitzenddatum                         | Aantal |
| ------- | ------------------------------------ | ------ |
| 1       | 8 januari 1978 - 14 april 1978       | 13     |
| 2       | 23 september 1978 - 24 december 1978 | 14     |
| 3       | 29 december 1979 - 5 april 1980      | 14     |
| 4       | 17 januari 1988 - 20 maart 1988      | 10     |
| 5       | 3 september 1988 - 19 november 1988  | 12     |
| 6       | 2 september 1989 - 18 november 1989  | 12     |
| 7       | 1 september 1990 - 17 november 1990  | 12     |

## Specials
| Special | Titel                                                           | Uitzenddatum     |
| ------- | --------------------------------------------------------------- | ---------------- |
| 1       | Christmas Special (1983), "The Lord God Made Them All - Part 1" | 25 december 1983 |
| 2       | Christmas Special (1985), "The Lord God Made Them All - Part 2" | 25 december 1985 |
| 3       | Christmas Special (1990), "Brotherly Love"                      | 24 december 1990 |

## Remake
In 2020 is een nieuwe serie van start gegaan. Dit ter gelegenheid van de 50e verjaardag van de publicatie van het eerste boek van James Herriot. Deze remake – met nieuwe acteurs – is uitgevoerd door producente Rebecca Eaton, bekend van de serie Downton Abbey.